# Jennifer Lippincott-Schwartz
Jennifer Lippincott-Schwartz es Jefa de Grupo Senior en el Campus de Investigación Janelia del Instituto Médico Howard Hughes y miembro fundador del Programa de Biología Celular Neuronal en Janelia. Anteriormente, fue Jefa de la Sección de Biología de Organelos en el Programa de Biología Celular y Metabolismo, en la División de Investigación Intramuros en el Instituto Nacional Eunice Kennedy Shriver de Salud Infantil y Desarrollo Humano en los Institutos Nacionales de Salud de 1993 a 2016. Lippincott-Schwartz se doctoró en la Universidad Johns Hopkins y realizó su formación posdoctoral con Richard Klausner en el NICHD, NIH en Bethesda, Maryland.
Las investigaciones de Lippincott-Schwartz revelaron que los orgánulos de las células eucariotas son estructuras dinámicas y autoorganizadas que se regeneran constantemente mediante el tráfico intracelular de vesículas, y no estructuras estáticas. También es pionera en el desarrollo de técnicas de imagen de células vivas para estudiar las interacciones dinámicas de las moléculas en las células, incluidas las técnicas de fotoblanqueo y fotoactivación que permiten investigar la localización subcelular, la movilidad, las rutas de transporte y el recambio de importantes proteínas celulares relacionadas con el tráfico de membranas y la compartimentación. El laboratorio de Lippincott-Schwartz también pone a prueba hipótesis mecanicistas relacionadas con las funciones y la dinámica de proteínas y orgánulos utilizando mediciones cuantitativas mediante experimentos de modelado cinético y simulación. Junto con Craig Blackstone, Lippincott-Schwartz utilizó técnicas avanzadas de imagen para revelar una imagen más precisa de cómo está estructurado el retículo endoplásmico periférico. Sus hallazgos pueden aportar nuevos conocimientos sobre enfermedades genéticas que afectan a proteínas que ayudan a dar forma al retículo endoplásmico. Además, el laboratorio de Lippincott-Schwartz demostró que las enzimas del Golgi se reciclan constitutivamente de vuelta al retículo endoplásmico y que dicho reciclaje desempeña un papel central en el mantenimiento, la biogénesis y la herencia del aparato de Golgi en las células de mamíferos.
Dentro del laboratorio Lippincott-Schwartz, los proyectos actuales abarcan varias áreas de la biología celular. Por ejemplo, transporte de proteínas e interacción con el citoesqueleto, ensamblaje y desensamblaje de orgánulos y generación de polaridad celular. También hay proyectos que analizan la dinámica de proteínas marcadas con fluorescencia. Estas proteínas se marcan utilizando varias técnicas de imagen de células vivas, como FRAP, FCS y fotoactivación.
Lippincott-Schwartz ha dedicado su investigación de laboratorio más reciente a la microscopía de localización por fotoactivación (PALM), que permite la visualización de distribuciones moleculares de altas densidades a escala nanométrica.

## Educación
Lippincott-Schwartz estudió en el Swarthmore College, donde se especializó en psicología y filosofía y se licenció con honores en 1974. Enseñó ciencias en un instituto femenino de Kenia durante dos años antes de regresar a Estados Unidos y cursar un máster en Biología en la Universidad de Stanford, donde trabajó en la reparación del ADN en el laboratorio de Philip Hanawalt. A continuación ingresó en un programa de doctorado en Bioquímica en la Universidad Johns Hopkins, donde trabajó en el laboratorio de Douglas Fambrough en el Instituto Carnegie de Embriología y estudió la dinámica de las proteínas de membrana lisosomales.

## Carrera

### Trabajo postdoctoral
Tras licenciarse en Johns Hopkins en 1986, Lippincott-Schwartz se incorporó al laboratorio de Richard D. Klausner en los Institutos Nacionales de Salud. Utilizando el fármaco brefeldina A para perturbar el tráfico de membranas, demostró que las membranas ciclan entre el retículo endoplásmico y el Golgi, lo que llevó a reconocer que los orgánulos celulares son estructuras dinámicas y autoorganizadas que se regeneran constantemente mediante el tráfico intracelular de vesículas.

### NIH
En 1990, Lippincott-Schwartz pasó a trabajar en el Instituto Nacional de Salud Infantil y Desarrollo Humano de los NIH. Durante este tiempo, Lippincott-Schwartz comenzó a desarrollar técnicas para utilizar la proteína verde fluorescente (GFP) para visualizar las vías de tráfico celular en células vivas. Perfeccionó la técnica de recuperación de fluorescencia tras fotoblanqueo (FRAP) para utilizarla en el estudio de la dinámica de las proteínas de membrana. En este método, las proteínas de membrana marcadas con GFP se someten a fotoblanqueo en una pequeña zona de la célula y, a continuación, se obtienen imágenes de la célula para descubrir cuánto tardan las proteínas no blanqueadas en sustituir a las blanqueadas, es decir, cuánto tarda en recuperarse la fluorescencia. Antes de este trabajo, se pensaba que las proteínas de membrana de orgánulos como el RE, el Golgi y la membrana plasmática estaban fijas en su lugar. Sin embargo, la técnica FRAP demostró que las moléculas del interior de las células se mueven con bastante rapidez y pueden difundirse libremente. Posteriormente, Lippincott-Schwartz introdujo la GFP fotoactivable, que aumenta su fluorescencia tras la irradiación. Esto permitió a Lippincott-Schwartz y a su posdoctorando George Patterson rastrear con gran precisión el transporte de moléculas de carga a través del Golgi, lo que llevó a la conclusión de que el transporte de carga no es un proceso secuencial ordenado, sino que las pilas membranosas del Golgi, aparentemente separadas, son una única estructura continua, y las proteínas se equilibran rápidamente a través de las capas.
Los trabajos de Lippincott-Schwartz sobre la GFP fotoactivable dieron lugar a una colaboración con Eric Betzig, del Campus de Investigación Janelia Farm del Instituto Médico Howard Hughes, en la que la capacidad de activar y desactivar la fluorescencia de la GFP se utilizó para desarrollar una de las primeras tecnologías de "imagen de superresolución", la microscopía de localización por fotoactivación (PALM). El desarrollo de la "microscopía de fluorescencia superresuelta" fue reconocido en 2014 con la concesión del Premio Nobel de Química a Eric Betzig junto con William E. Moerner, de la Universidad de Stanford, y Stefan W. Hell, del Instituto Max Planck de Química Biofísica.
Lippincott-Schwartz ha utilizado PALM para evaluar la estequiometría y composición de los receptores de membrana y ha colaborado con Vladislav Verkhusha, de la Facultad de Medicina Albert Einstein de Nueva York, para desarrollar PALM bicolor. Utilizó una combinación de cinco técnicas de superresolución para demostrar que el retículo endoplásmico está compuesto por una densa matriz tubular, en lugar de las láminas que se observan a menor resolución.

### Centro de Investigación Janelia
En 2016, Lippincott-Schwartz se mudó de los NIH al Campus de Investigación Janelia del Instituto Médico Howard Hughes para iniciar el Programa de Biología Celular Neuronal en Janelia.

## Premios profesionales

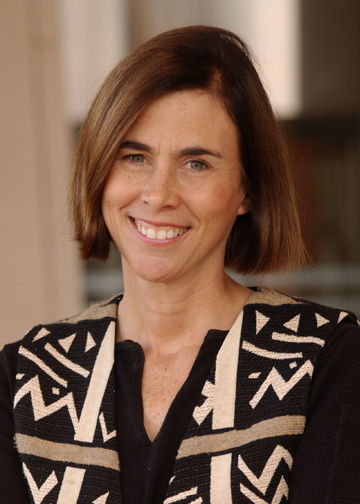
Lippincott-Schwartz en 2017

- Medalla EB Wilson de la Sociedad Estadounidense de Biología Celular (2020)[24]
- Miembro de la Academia Estadounidense de Artes y Ciencias (2019).[25]
- Presidente de la Sociedad Estadounidense de Biología Celular (2014)[26]
- Miembro honorario de la Royal Microscopical Society, Reino Unido (2014)[27]
- Cátedra honoraria Friedrich-Merz en la Universidad Goethe, Frankfurt, Alemania (2013)[28]
- Premio Keith Porter,[29] Sociedad Estadounidense de Biología Celular (2011)
- Miembro no residente, Instituto Salk (2010 al presente)[30]
- Miembro electo, Sociedad Biofísica (2010)[31]
- Premio Pearse, Real Sociedad de Microscopía (2010)
- Elegido miembro del Instituto de Medicina de las Academias Nacionales, 2009
- Elegido miembro de la Academia Nacional de Ciencias, Sección de Bioquímica, 2008[32]
- Elegido miembro de la AAAS en 2008, por "sus destacadas contribuciones al campo de las imágenes de proteínas fluorescentes, incluida la creación de GFP fotoactivable y su uso en nuevas técnicas de imágenes de súper resolución".
- Elegida investigadora distinguida de los NIH, 2008
- Premio al Mérito de los Institutos Nacionales de Salud, "Por contribuciones fundamentales a la comprensión de cómo se ensamblan los orgánulos intracelulares y cómo se mueven las proteínas dentro de las células" (2003)
- Premio Feulgen, Sociedad de Histoquímica (2001)
- Keith Porter Fellow, otorgado por la Fundación KR Porter para la Excelencia en Biología Celular (1998)[33]
- Cátedra visitante de bienvenida en ciencias médicas básicas (1998)
- Premio de beca predoctoral de los NIH (1979-1981)
- Beca del Instituto Carnegie de Washington (1981-1985)
- Investigador Asociado en Farmacología del Instituto Nacional de Ciencias Médicas Generales (1986–1988)
- Premio al Servicio Nacional de Investigación (1988-1990)